# Halichoeres scapularis
Espèce
Synonymes
- Halichoeres scalpularis (Bennett, 1832)
- Halichoeres scalpularis (Bennett, 1832)
- Julis scapularis Bennett, 1832
- Julis scapularis Bennett, 1832

Statut de conservation UICN

 LC  : Préoccupation mineure
Halichoeres scapularis, communément nommé labre zigzag ou girelle arc-en-ciel"", est un poisson osseux de petite taille de la famille des Labridae natif du Bassin Indo-Ouest Pacifique. 

## Description
Le labre zigzag est un poisson de petite taille qui peut atteindre une longueur maximale de 20 cm pour les mâles .
Le corps est fin, relativement allongé, sa bouche est terminale. Sa livrée varie en fonction des phases de maturité.
Durant la phase juvénile et initiale, le labre zigzag a une couleur de fond blanc nacré avec une ligne longitudinale, le long de ligne latérale des flancs, noire à jaune voire noire sur les flancs et jaune au niveau de la tête pour certains spécimens.  
En phase terminale, le mâle se pare de multiples couleurs, la partie inférieure de la ligne latérale est nacrée avec des reflets rosés, la ligne latérale tend à disparaitre avec l'âge pour ne plus être qu'un petit trait juste en arrière de l'opercule. La partie supérieure à la ligne latérale est quant à elle très colorée. De la ligne latérale jusqu'au niveau de la nageoire dorsale, les flancs sont verdâtre avec des touches de rose. La base de la nageoire dorsale est soulignée de jaune vif, puis se superposent une ligne bleue, jaunâtre, rosâtre et verte. L'iris de son œil est orange.

## Distribution & habitat
Le labre zigzag est présent dans les eaux tropicales et subtropicalesde la zone Indo-Ouest Pacifique, Mer Rouge incluse, soit des côtes orientales africaines aux Philippines et du sud du Japon à la Nouvelle-Calédonie.
Le labre zigzag apprécie les zones mixtes des platiers récifaux (sable/éboulis/coraux) en faible profondeur soit jusqu'à 20 mètres .

## Biologie
Le labre zigzag peut vivre en petits groupes mais généralement il est plutôt solitaire et agressif avec les membres de son espèce.
Ce labre est un prédateur qui se nourrit essentiellement de petits invertébrés comme des crustacés, des mollusques, des vers, des échinodermes qu'il capture sur le substrat ou dans le sable .
Comme la majorité des labres, le labre zigzag est hermaphrodite protogyne, à savoir que les individus commencent leur existence en tant que femelle et possèdent la capacité de devenir mâle plus tard.

## Statut de conservation
L'espèce ne fait face à aucune menace importante en dehors de la collecte pour le marché de l’aquariophilie, elle est toutefois classée en « préoccupation mineure »(LC) par l'UICN .